# Deonte Banks
Deonte Banks (geboren am 3. März 2001 in Baltimore, Maryland) ist ein US-amerikanischer American-Football-Spieler auf der Position des Cornerbacks. Er spielte College Football für die Maryland Terrapins und wurde im NFL Draft 2023 in der ersten Runde von den New York Giants ausgewählt.

## College
Banks besuchte die Edgewood High School und ging ab 2019 auf die University of Maryland, um College Football für die Maryland Terrapins zu spielen. Bereits als Freshman war er in der Saison 2019 in den letzten acht Partien Starter. Im Saisonfinale gegen die Michigan State Spartans gelang ihm seine erste Interception am College. In der aufgrund der COVID-19-Pandemie verkürzten Saison 2020 war Banks in allen fünf Partien Starter. In der Saison 2021 bestritt Banks lediglich zwei Spiele, da er sich in der zweiten Partie an der Schulter verletzte und damit für den Rest der Spielzeit ausfiel. In seinem vierten Jahr am College, 2022, verzeichnete Banks 38 Tackles, acht verhinderte Pässe und eine Interception. Laut Daten von Pro Football Focus waren lediglich 43 % der Pässe erfolgreich, wenn Banks der zuständige Verteidiger war.
Vor dem Bowl Game zum Abschluss der Saison 2022 gab Banks seine Anmeldung für den NFL Draft 2023 bekannt.

## NFL
Im NFL Draft 2023 wurde Banks an 24. Stelle von den New York Giants ausgewählt.